# Seducción (canção)
"Seducción" é o terceiro single do décimo álbum de estúdio de Thalía, El Sexto Sentido (2005). A música foi escrita por Estéfano e Julio Reyes e produzida por Estéfano. Esta faixa pop/ dance foi originalmente programada para ser o primeiro single do álbum em vez de "Amar sin ser amada".

## Vídeo musical
O videoclipe para "Seducción" foi dirigido por Jeb Brien, que também dirigiu outros vídeos de Thalía como "¿A quién le importa?" e "Un alma Sentenciada" e foi filmado no Nikki Beach Club, em Nova York, e apresentou o modelo Greg Plitt como seu interesse amoroso.
O vídeo foi lançado oficialmente pelo site oficial da EMI Music e, mais tarde, pela Primer Impacto na TV. Foi ao ar em janeiro de 2006.

## Single
1. Seducción" (Versão do álbum)

### Versões e Remixes Oficiais
1. "Seducción" (versão em espanhol)
2. "Seducción" (Versão Duranguense)
3. "Seducción" (versão Cumbia Norteña)
4. "Seduction" (versão em inglês)

## Desempenho nas tabelas musicais

### Posições
| Chart (2006)                                 | Maior posição |
| -------------------------------------------- | ------------- |
| Estados Unidos (Billboard Latin Pop Airplay) | 14            |
| Estados Unidos (Billboard Hot Latin Songs)   | 32            |
| Estados Unidos (Billboard Tropical Airplay)  | 23            |